# Paula Ribó González
Paula Ribó González   (Barcelona, 30 d'abril de 1990), coneguda artísticament com a Rigoberta Bandini, és una cantant, actriu, dramaturga i escriptora catalana. Va ser una de les creadores del trio musical The Mamzelles.

## Biografia
Als nou anys, Ribó va començar a compondre cançons i també a aprendre a tocar la guitarra, creant les seves pròpies melodies. Com a actriu de doblatge, el 1999 va posar veu a la princesa Dot a A Bug's Life i, el 2013, a Anna d'Arendelle a Frozen, en català. També va posar la veu de Chihiro o Caillou, en castellà. El 2011 va crear el grup The Mamzelles, juntament amb Paula Malia i Bàrbara Mestanza; el 2013 es van donar a conèixer amb la campanya de publicitat «Envàs on vas» de la Generalitat de Catalunya. Ha dirigit obres a la Sala BARTS o l'Espai Brossa, i va publicar una novel·la propera a l'autoficció titulada Vértigo.
El 2020 va publicar les seves primeres cançons sota el nom artístic de Rigoberta Bandini, «Too Many Drugs» i «In Spain We Call It Soledad» barrejant anglès i espanyol, terrenalitat i espiritualitat, ball electrònic i cançó clàssica. També va publicar «Que Cristo baje» amb la col·laboració del director novaiorquès Jason Trucco per a la realització del videoclip. A mitjan 2020, just després del naixement del seu fill, va publicar una versió de «Cuando tu nazcas» de Mocedades. El 2021, a la gala dels XIII Premis Gaudí va reinterpretar en directe «Qualsevol nit pot sortir el sol» de Jaume Sisa; el mateix any va ser l'autora d'«Aviam què passa», la cançó de la campanya d'estiu d'Estrella Damm.
El gener de 2022 va ser una de les favorites del festival Benidorm Fest convocat per triar el representant de RTVE en el festival d'Eurovisió de 2022 amb la cançó feminista "Ay mamá", però finalment va quedar segona, darrere de Chanel Terrero. El mateix any, va anunciar que es prendria un descans de la música i, en canvi, va encetar el pòdcast RIGOtalks.
El 2025 fou inclosa a la llista Forbes de les «100 dones més influents de Catalunya».